# José Luís Pio Abreu
José Luís Pio Abreu (Santarém, 1944 - 18 de Junho de 2025) foi um psiquiatra e escritor português

## Biografia
Nasceu na cidade de Santarém, em 1944. Estudou em Coimbra, tendo estado envolvido nas crises académicas de 1969, iniciando desta forma a sua intervenção na política nacional. Concluiu o doutoramento em 1984, com uma tese sobre a psiquiatria biológica, e em 1996 a agregação, sobre o tema de perturbações de ansiedade.
Exerceu como médico psiquiatra durante cerca de três décadas, principalmente no Hospital da Universidade de Coimbra, e foi professor associado na Faculdade de Medicina da Universidade de Coimbra. Presidiu igualmente à Sociedade Portuguesa de Psicodrama, e em 2014 tornou-se membro do Centro de Filosofia das Ciências da Universidade de Lisboa. Também foi médico generalista no Hospital da Universidade de Coimbra e durante o seu serviço militar. Escreveu vários livros sobre a temática da psiquiatria, tanto em Portugal como no Brasil, Espanha e Itália, incluindo Quem Nos Faz Como Somos (2007), Como Tornar-se Doente Mental (2009), Estranho Quotidiano (2010), O Bailado Da Alma (2014), A Queda dos Machos (2019), e Pequena História da Psiquiatria (2021). O seu livro mais conhecido é Como Tornar-se Doente Mental, tendo sido considerado como uma das obras mais vendidas em território nacional sobre psiquiatria.
Em 2023 foi homenageado durante o XVII Congresso Nacional de Psiquiatria, pela sua carreira naquela área da medicina. Durante a cerimónia, o psiquiatra Joaquim Cerejeira afirmou que Pio Abreu «ao longo de décadas, formou muitos de nós, incluindo eu, enquanto aluno», e que «o seu legado em muitos de nós é o espírito inconformista que nos transmite, ou seja, não estarmos acomodados às situações e ao conhecimento que existe sobre as coisas. Sempre foi questionando aquilo que nós fazemos em busca de novas respostas, mais eficazes, aos problemas, sobretudo dos doentes», concluindo que «o Prof. Pio procurava e procura sempre perceber qual é a opinião dos mais novos, transmitindo que a opinião de todos, incluindo das pessoas em início de formação é importante, mesmo para quem está no topo, como era o caso do Prof. Pio. É um exemplo que todos deveremos seguir.» Entrevistado pelo portal noticioso Just News, José Pior Abreu defendeu que o psiquiatra devia ter sempre uma visão global do doente, tendo afirmado que «sempre fui contra a tendência de se olhar o doente apenas do ponto de vista da Psiquiatria», e acrescentou que «o psiquiatra deve, de facto, ter conhecimento de diferentes áreas da Saúde, como Neurologia, Fisiologia e Endocrinologia, entre outras, mas também de Antropologia e Sociologia«, no sentido de formar «uma ideia mais exata do problema do doente, tendo em conta os fatores biológicos, mas também os condicionalismos sociais, ambientais e familiares, que têm inevitavelmente influência numa perturbação mental, mas também noutras patologias. O diagnóstico e o tratamento implicam tudo isso, sem esquecer, claro, os psicofármacos. Mas estes não resolvem tudo».
Faleceu em 18 de Junho de 2025, aos 81 anos de idade. A sua morte foi anunciada por Horácio Firmino, do Serviço de Psiquiatria da Unidade Local de Saúde de Coimbra, que considerou que José Pio Abreu «contribuiu de superior maneira para o desenvolvimento e prestigio do Serviço e da Psiquiatria em Portugal». O portal noticioso Health News mencionou que Pio Abreu «deixa um legado notável de conhecimento, reflexão e humanidade», acrescentando que «O seu pensamento continuará a inspirar quem trabalha em saúde mental e quem procura compreender melhor o ser humano».